# Fuente del Maestre
Fuente del Maestre é um município da Espanha na comarca de Zafra-Río Bodión, província de Badajoz, comunidade autónoma da Estremadura, de área 179,7 km². Em 2021 tinha 6 704 habitantes (densidade: 37,3 hab./km²).

## Demografia
| Variação demográfica do município entre 1991 e 2004 [carece de fontes?] | Variação demográfica do município entre 1991 e 2004 [carece de fontes?] | Variação demográfica do município entre 1991 e 2004 [carece de fontes?] | Variação demográfica do município entre 1991 e 2004 [carece de fontes?] |
| ----------------------------------------------------------------------- | ----------------------------------------------------------------------- | ----------------------------------------------------------------------- | ----------------------------------------------------------------------- |
| 1991                                                                    | 1996                                                                    | 2001                                                                    | 2004                                                                    |
| 6756                                                                    | 6876                                                                    | 6861                                                                    | 6772                                                                    |